# FC Presikhaaf
FC Presikhaaf (Fusie Club Presikhaaf) is een voormalige amateurvoetbalclub uit de gelijknamige wijk in Arnhem, Nederland. De club bestond van 1 juli 2005 tot en met 30 juni 2014. Per 1 juli 2014 fuseerde de club samen met ESCA tot AFC Arnhem.
Het eerste elftal van de zondagafdeling van volksclub FC Presikhaaf begon in de vierde klasse en maakte vanaf het seizoen 2006/07 een opzienbarende groei door. In zeven jaar tijd promoveerde het standaardelftal vier keer. FC Presikhaaf speelde het laatste seizoen in haar bestaan (2013/14) in de Eerste klasse waarbij het kampioenschap in 1E (district Oost) werd behaald.
Tot 2012/13 kende het tevens een zaterdagafdeling waarvan het standaardelftal in het laatste seizoen in de Vierde klasse speelde.
FC Presikhaaf speelde samen met buurman Eendracht Arnhem op "Sportpark Over het Lange water" en had daar de beschikking over twee velden, bereikbaar via een eigen ingang aan de Luinhorstweg. Sinds januari 2011 is het hoofdveld van kunstgras. Vanaf het seizoen 2013/14 maakte ook fusiepartner ESCA gebruik van de velden van FC Presikhaaf. Dit gebeurde in het kader van een samenwerking waarbij de jeugdteams van beide clubs werden samengevoegd onder de naam “SJO FC Presikhaaf/ESCA”.
Na het laatste seizoen onder de naam FC Presikhaaf verscheen van journalist Bram van Zundert het boek 'Het Loopt zoals het moet Lopen' over de zeven succesvolle jaren 2007-2014 onder hoofdtrainer Dennis van Beukering.

## Fusieclubs
De club ontstond op 1 juli 2005 als fusie tussen vv IJsseloord en sv Rozendaal. IJsseloord ontstond in 1 juli 1995 als fusie tussen vv Presikhaaf (opgericht op 1 september 1951) en vv OAB (Oost Arnhemse Boys, 21 januari 1928). SV Rozendaal ontstond op 1 juli 1999 als fusie tussen sv Sempre Avanti (24 augustus 1951) en SVD’98 (Sport-Vereniging de Del 1998). SVD '98 was op 9 juli 1971 opgericht als vv WCA (Woonwagen Centrum Arnhem).

### Stamboom
|  |  |  |  |                       |                       |                       |                       |                       |                       |  |  |                                |                                |                                |                                |                                |                                |                            |                            | vv WCA (09 jul 1971)       |                            |               |               |                             |                             |                             |                             |                             |                             |                      |                      |                      |                      |                             |                             |                             |                             |                             |                             |                             |                             |  |  |  |  |  |  |
|  |  |  |  |                       |                       |                       |                       |                       |                       |  |  |                                |                                |                                |                                |                                |                                |                            |                            |                            |                            |               |               |                             |                             |                             |                             |                             |                             |                      |                      |                      |                      |                             |                             |                             |                             |                             |                             |                             |                             |  |  |  |  |  |  |
|  |  |  |  | ESCA (04 jun 1927)    | ESCA (04 jun 1927)    | ESCA (04 jun 1927)    | ESCA (04 jun 1927)    | ESCA (04 jun 1927)    | ESCA (04 jun 1927)    |  |  | SV Sempre Avanti (24 aug 1951) | SV Sempre Avanti (24 aug 1951) | SV Sempre Avanti (24 aug 1951) | SV Sempre Avanti (24 aug 1951) | SV Sempre Avanti (24 aug 1951) | SV Sempre Avanti (24 aug 1951) |                            |                            | SVD'98 (1998)              | SVD'98 (1998)              | SVD'98 (1998) | SVD'98 (1998) | SVD'98 (1998)               | SVD'98 (1998)               |                             |                             | vv OAB (21 jan 1928)        | vv OAB (21 jan 1928)        | vv OAB (21 jan 1928) | vv OAB (21 jan 1928) | vv OAB (21 jan 1928) | vv OAB (21 jan 1928) |                             |                             | vv Presikhaaf (01 sep 1951) | vv Presikhaaf (01 sep 1951) | vv Presikhaaf (01 sep 1951) | vv Presikhaaf (01 sep 1951) | vv Presikhaaf (01 sep 1951) | vv Presikhaaf (01 sep 1951) |  |  |  |  |  |  |
|  |  |  |  | ESCA (04 jun 1927)    | ESCA (04 jun 1927)    | ESCA (04 jun 1927)    | ESCA (04 jun 1927)    | ESCA (04 jun 1927)    | ESCA (04 jun 1927)    |  |  | SV Sempre Avanti (24 aug 1951) | SV Sempre Avanti (24 aug 1951) | SV Sempre Avanti (24 aug 1951) | SV Sempre Avanti (24 aug 1951) | SV Sempre Avanti (24 aug 1951) | SV Sempre Avanti (24 aug 1951) |                            |                            | SVD'98 (1998)              | SVD'98 (1998)              | SVD'98 (1998) | SVD'98 (1998) | SVD'98 (1998)               | SVD'98 (1998)               |                             |                             | vv OAB (21 jan 1928)        | vv OAB (21 jan 1928)        | vv OAB (21 jan 1928) | vv OAB (21 jan 1928) | vv OAB (21 jan 1928) | vv OAB (21 jan 1928) |                             |                             | vv Presikhaaf (01 sep 1951) | vv Presikhaaf (01 sep 1951) | vv Presikhaaf (01 sep 1951) | vv Presikhaaf (01 sep 1951) | vv Presikhaaf (01 sep 1951) | vv Presikhaaf (01 sep 1951) |  |  |  |  |  |  |
|  |  |  |  |                       |                       |                       |                       |                       |                       |  |  |                                |                                |                                |                                |                                |                                |                            |                            |                            |                            |               |               |                             |                             |                             |                             |                             |                             |                      |                      |                      |                      |                             |                             |                             |                             |                             |                             |                             |                             |  |  |  |  |  |  |
|  |  |  |  | ESCA/VC (01 jul 1964) | ESCA/VC (01 jul 1964) | ESCA/VC (01 jul 1964) | ESCA/VC (01 jul 1964) | ESCA/VC (01 jul 1964) | ESCA/VC (01 jul 1964) |  |  |                                |                                |                                |                                | SV Rozendaal (01 jul 1999)     | SV Rozendaal (01 jul 1999)     | SV Rozendaal (01 jul 1999) | SV Rozendaal (01 jul 1999) | SV Rozendaal (01 jul 1999) | SV Rozendaal (01 jul 1999) |               |               |                             |                             |                             |                             |                             |                             |                      |                      |                      |                      | vv IJsseloord (01 jul 1995) | vv IJsseloord (01 jul 1995) | vv IJsseloord (01 jul 1995) | vv IJsseloord (01 jul 1995) | vv IJsseloord (01 jul 1995) | vv IJsseloord (01 jul 1995) |                             |                             |  |  |  |  |  |  |
|  |  |  |  | ESCA/VC (01 jul 1964) | ESCA/VC (01 jul 1964) | ESCA/VC (01 jul 1964) | ESCA/VC (01 jul 1964) | ESCA/VC (01 jul 1964) | ESCA/VC (01 jul 1964) |  |  |                                |                                |                                |                                | SV Rozendaal (01 jul 1999)     | SV Rozendaal (01 jul 1999)     | SV Rozendaal (01 jul 1999) | SV Rozendaal (01 jul 1999) | SV Rozendaal (01 jul 1999) | SV Rozendaal (01 jul 1999) |               |               |                             |                             |                             |                             |                             |                             |                      |                      |                      |                      | vv IJsseloord (01 jul 1995) | vv IJsseloord (01 jul 1995) | vv IJsseloord (01 jul 1995) | vv IJsseloord (01 jul 1995) | vv IJsseloord (01 jul 1995) | vv IJsseloord (01 jul 1995) |                             |                             |  |  |  |  |  |  |
|  |  |  |  |                       |                       |                       |                       |                       |                       |  |  |                                |                                |                                |                                |                                |                                |                            |                            |                            |                            |               |               |                             |                             |                             |                             |                             |                             |                      |                      |                      |                      |                             |                             |                             |                             |                             |                             |                             |                             |  |  |  |  |  |  |
|  |  |  |  | ESCA (01 jul 1972)    | ESCA (01 jul 1972)    | ESCA (01 jul 1972)    | ESCA (01 jul 1972)    | ESCA (01 jul 1972)    | ESCA (01 jul 1972)    |  |  |                                |                                |                                |                                |                                |                                |                            |                            |                            |                            |               |               | FC Presikhaaf (01 jul 2005) | FC Presikhaaf (01 jul 2005) | FC Presikhaaf (01 jul 2005) | FC Presikhaaf (01 jul 2005) | FC Presikhaaf (01 jul 2005) | FC Presikhaaf (01 jul 2005) |                      |                      |                      |                      |                             |                             |                             |                             |                             |                             |                             |                             |  |  |  |  |  |  |
|  |  |  |  | ESCA (01 jul 1972)    | ESCA (01 jul 1972)    | ESCA (01 jul 1972)    | ESCA (01 jul 1972)    | ESCA (01 jul 1972)    | ESCA (01 jul 1972)    |  |  |                                |                                |                                |                                |                                |                                |                            |                            |                            |                            |               |               | FC Presikhaaf (01 jul 2005) | FC Presikhaaf (01 jul 2005) | FC Presikhaaf (01 jul 2005) | FC Presikhaaf (01 jul 2005) | FC Presikhaaf (01 jul 2005) | FC Presikhaaf (01 jul 2005) |                      |                      |                      |                      |                             |                             |                             |                             |                             |                             |                             |                             |  |  |  |  |  |  |
|  |  |  |  |                       |                       |                       |                       |                       |                       |  |  |                                |                                |                                |                                |                                |                                |                            |                            |                            |                            |               |               |                             |                             |                             |                             |                             |                             |                      |                      |                      |                      |                             |                             |                             |                             |                             |                             |                             |                             |  |  |  |  |  |  |
|  |  |  |  |                       |                       |                       |                       |                       |                       |  |  |                                |                                | AFC Arnhem (01 jul 2014)       |                                |                                |                                |                            |                            |                            |                            |               |               |                             |                             |                             |                             |                             |                             |                      |                      |                      |                      |                             |                             |                             |                             |                             |                             |                             |                             |  |  |  |  |  |  |

## Resultaten FC Presikhaaf 2006–2014
| 3 4F |

| 4 4F |

| 1 4F |

| 6 3D |

| 3 3D |

| 4 2I |

| 1 2I |

| 5 1E |

| 1 1E |

| Eerste klasse | Tweede klasse |
| Derde klasse  | Vierde klasse |

### Resultaten VV Presikhaaf / IJsseloord 1995–2005
| 9* 4F |

| 3 4F |

| 4 4F |

| 1 4F |

| 6 4F |

| 3 4F |

| 4 5D |

| 1 6H |

| 5 6C |

|  |

| 1 6G |

| Vierde klasse | Vijfde klasse |
| Zesde klasse  |               |

* Als vv Presikhaaf, daarna als IJsseloord

### Resultaten VV Rozendaal 2000–2005
| 9 4F |

| 8 4F |

| 7 4F |

| 4 4F |

| 2 4F |

| 4 4F |

| Vierde klasse |

#### Resultaten WCA / SVD '98 1988–1999
| 7 4F |

| 6 4F |

| 10 4F |

| 10 4F |

| 12 4F |

|  |

| 12 4F |

|  |

|  |

| 12 5D |

| 8 6I |

| 10* 6I |

| Vierde klasse | Vijfde klasse |
| Zesde klasse  |               |

* Als SVD '98, hiervoor als vv WCA
In elke staaf van de grafiek staat van boven naar beneden vermeld: 
- Eindnotering

Dit is de positie die de club heeft bereikt in de competitie, zonder eventuele beslissings-, play-off- of nacompetitiewedstrijden die nodig zijn geweest om bijvoorbeeld de kampioen van de competitie te bepalen.
Indien een * achter het getal staat is de notering een tussenstand en kan het zijn dat de notering niet overeenkomt met de uiteindelijke eindstand van de competitie.
Staat er een - dan is het seizoen nog bezig en is er geen definitieve uitslag bekend.
Staat er xx op de positie van de notering, dan heeft de club vroegtijdig de competitie verlaten. Dit kan onder andere komen door terugtrekking van het team, faillissement van de club of door een uitgedeelde straf van de KNVB. In veel gevallen staat elders in het artikel de reden vermeld.
Staat er een ? dan is het resultaat uit het verleden onbekend, en is alleen de competitie of het niveau bekend van dat seizoen.
In de seizoenen 2019/20 en 2020/21 werd wegens de coronacrisis het amateurvoetbal afgebroken. Daardoor kennen deze staven geen eindklassering (middels -- weergegeven).
- Competitieniveau en afdelingsletter of Officiële eindstand Eredivisie
  - Competitieniveau en afdelingsletter

Hierbij geeft het getal het niveau weer, dat ook terug te vinden is in de legenda. De letter is de afdelingsaanduiding en wordt gebruikt wanneer er meer afdelingen zijn op hetzelfde niveau. De afdelingsletter is altijd een hoofdletter en wordt meestal zonder nummer gebruikt.
Voorbeeld: 2F is niveau 2e klasse competitie F.
Het competitieniveau en nummer wordt niet vermeld wanneer er slechts één competitie van dit niveau was.
  - Officiële eindstand Eredivisie (getal staat tussen haakjes vermeld)

Sinds de introductie van play-offwedstrijden voor Europees voetbal na afloop van de reguliere competitie in 2005/06, is de KNVB verplicht een eindstand van de Eredivisie door te geven aan de UEFA aan de hand van deze play-offwedstrijden.
Bij deze eindstand staan clubs die zich hebben gekwalificeerd voor Europees voetbal hoger dan clubs die zich niet wisten te kwalificeren. Indien er geen verschil was tussen de eindnotering en de officiële eindstand, staat dit getal niet vermeld.

- Onderafdeling

Hier staat afgekort de naam van de onderafdeling indien de club in dat jaar in een onderafdeling uitkwam. Tevens staat deze afkorting in de legenda en wordt gelinkt naar het artikel over deze onderafdeling. Deze afkorting wordt alleen vermeld wanneer de club in het verleden in verschillende onderafdelingen heeft gespeeld. Deze vermelding is in de staaf altijd in kleine letters. Deze onderafdelingen zijn na het seizoen 1995/96 afgeschaft. Heeft de club in slechts één onderafdeling gespeeld, dan is dit alleen terug te vinden in de legenda.
Onder de staaf staat het jaartal vermeld waarin het seizoen is afgesloten. 15 verwijst naar het seizoen 2014/15 of eventueel het seizoen 1914/15.
Wanneer een staaf leeg is, zijn deze gegevens niet bekend. Het kan ook zijn dat de club dat seizoen niet heeft meegespeeld op het hogere amateurniveau, vroegtijdig de competitie heeft verlaten of uit de competitie is gezet.

In het seizoen 1944/45 was er wegens de Tweede Wereldoorlog geen regulier competitievoetbal.

## Bekende (oud-)spelers
- Shapoul Ali
- Jhon van Beukering